# Mamadou Alimou Diallo
Mamadou Alimou Diallo (ur. 2 grudnia 1984 w Konakry) – gwinejski piłkarz  występujący na pozycji obrońcy.

## Kariera
Swoją karierę zaczynał w Satellite FC. W 2003 roku przeniósł się do belgijskiego KSC Lokeren. W pierwszym sezonie rozegrał zaledwie jeden mecz w podstawowym składzie. Stopniowo przebijał się do wyjściowej jedenastki Lokeren, a w sezonie 2005/2006 zdobył swojego pierwszego i jedynego, jak dotychczas, gola w Eerste Klasse. Od 2007 do 2009 Diallo reprezentował barwy tureckiego Sivassporu, z którym został wicemistrzem kraju. Latem 2009 odszedł do Diyarbakırsporu. W 2010 roku ponownie grał w Sivassporze, a na początku 2011 roku stał się wolnym zawodnikiem. W latach 2013–2014 grał w AS Kaloum Star.
Mamadou Alimou Diallo jest reprezentantem Gwinei. Był członkiem swojej reprezentacji podczas Pucharu Narodów Afryki 2006, jednak tylko raz pojawił się na boisku. Był to mecz z Tunezją, który Gwinea wygrała 3:0. Diallo grał pełne 90 minut.

## Kariera w liczbach
| Sezon   | Klub           | Kraj   | Flaga  | Rozgrywki            | Mecze | Bramki |
| ------- | -------------- | ------ | ------ | -------------------- | ----- | ------ |
| 2002    | Satellite FC   | Gwinea | Gwinea | Championnat National | ?     | ?      |
| 2003    | Satellite FC   | Gwinea | Gwinea | Championnat National | ?     | ?      |
| 2003/04 | KSC Lokeren    | Belgia | Belgia | Eerste Klasse        | 1     | 0      |
| 2004/05 | KSC Lokeren    | Belgia | Belgia | Eerste Klasse        | 20    | 0      |
| 2005/06 | KSC Lokeren    | Belgia | Belgia | Eerste Klasse        | 17    | 1      |
| 2006/07 | KSC Lokeren    | Belgia | Belgia | Eerste Klasse        | 12    | 0      |
| 2007/08 | Sivasspor      | Turcja | Turcja | Süper Lig            | 14    | 2      |
| 2008/09 | Sivasspor      | Turcja | Turcja | Süper Lig            | 16    | 0      |
| 2009/10 | Diyarbakırspor | Turcja | Turcja | Süper Lig            | 17    | 1      |
| 2010/11 | Sivasspor      | Turcja | Turcja | Süper Lig            | 12    | 0      |
| 2013/14 | AS Kaloum Star | Gwinea | Gwinea | Championnat National | ?     | ?      |
| 2014    | AS Kaloum Star | Gwinea | Gwinea | Championnat National | ?     | ?      |